# Вальдахталь
Вальдахталь (нім. Waldachtal) — громада в Німеччині, знаходиться в землі Баден-Вюртемберг. Підпорядковується адміністративному округу Карлсруе. Входить до складу району Фройденштадт.
Площа — 29,87 км2. Населення становить 6097 ос. (станом на 31 грудня 2020).